# Afromochtherus peri
Afromochtherus peri är en tvåvingeart som beskrevs av Jason Gilbert Hayden Londt 2002. Afromochtherus peri ingår i släktet Afromochtherus och familjen rovflugor. Inga underarter finns listade i Catalogue of Life.